# Masato Ide
Pour les articles homonymes, voir Ide.
Masato Ide (井手 雅人, いで まさと, Ide Masato), né le 1er janvier 1920 à Saga (préfecture de Saga) et mort le 17 juillet 1989, est un scénariste et romancier japonais.

## Filmographie sélective

### Au cinéma
- 1951 : Sasurai no kōro
- 1951 : Koi no rantan
- 1952 : Musume jūku wa mada junjō yo
- 1953 : Kenbei
- 1955 : Dansei No. 1
- 1955 : Vanished Enlisted Man (Kieta chutai)
- 1955 : Gokumonchō
- 1956 : Hadashi no seishun
- 1957 : Kao
- 1957 : Sanjūrokunin no jōkyaku
- 1957 : The Loyal Forty-Seven Ronin (Dai Chūshingura)
- 1957 : Ippon-gatana dohyō iri
- 1958 : Point and Line (Ten to sen)
- 1960 : Sake to onna to yari
- 1961 : Official Gunman (Kēnju yaro ni gōyojin)
- 1961 : Confessions d'une épouse (Tsuma wa kokuhaku suru) de Yasuzō Masumura
- 1961 : Yato kaze no naka o hashiru
- 1962 : Man with Te Dragon Tattoo (Hana to ryu)
- 1962 : Doburoku no Tatsu
- 1963 : Dokuritsu kikanjūtai imada shagekichu
- 1964 : Garakuta
- 1965 : Goben no tsubaki
- 1965 : Barberousse (赤ひげ, Akahige?) d'Akira Kurosawa
- 1965 : Shonin no isu
- 1966 : Abare Gōemon
- 1968 : Seishun
- 1968 : Le Soleil de Kurobe (黒部の太陽, Kurobe no taiyō?) de Kei Kumai
- 1977 : Arasuka monogatari
- 1978 : L'Été du démon (鬼畜, Kichiku?) de Yoshitarō Nomura
- 1978 : Dainamaito don don
- 1980 : Kagemusha, l'Ombre du guerrier (影武者, Kagemusha?) d'Akira Kurosawa
- 1980 : Warui yatsura
- 1980 : Furueru shita
- 1985 : Ran (乱, Ran?) d'Akira Kurosawa
- 1986 : Shiroi yabō
- 1987 : Jirō monogatari
- 1992 : Femme dans un enfer d'huile (女殺油地獄, Onna goroshi abura no jigoku?) de Hideo Gosha